# Belisario Domínguez Norte 2da. Sección
Belisario Domínguez Norte 2da. Sección är en ort i Mexiko.   Den ligger i kommunen Palenque och delstaten Chiapas, i den sydöstra delen av landet, 800 km öster om huvudstaden Mexico City. Belisario Domínguez Norte 2da. Sección ligger 62 meter över havet och antalet invånare är 150.
Terrängen runt Belisario Domínguez Norte 2da. Sección är platt. Runt Belisario Domínguez Norte 2da. Sección är det ganska glesbefolkat, med 34 invånare per kvadratkilometer. Närmaste större samhälle är Palenque, 10,2 km väster om Belisario Domínguez Norte 2da. Sección. Omgivningarna runt Belisario Domínguez Norte 2da. Sección är en mosaik av jordbruksmark och naturlig växtlighet.